# Ichnotropis chapini
Ichnotropis chapini är en ödleart som beskrevs av  Schmidt 1919. Ichnotropis chapini ingår i släktet Ichnotropis och familjen lacertider. Inga underarter finns listade i Catalogue of Life.
Denna ödla lever i nordöstra Kongo-Kinshasa. Kanske når den angränsande regioner av Sydsudan. Exemplar hittades i bergstrakter vid 1100 till 1200 meter över havet. Ödlan vistas i savanner.
Beståndet hotas av gruvdrift efter guld. Alla revir tillsammans fördelar sig öven en 5000 km² stor yta. IUCN listar arten som starkt hotad (EN).